# Socastee
Socastee is een plaats (census-designated place) in de Amerikaanse staat South Carolina, en valt bestuurlijk gezien onder Horry County.

## Demografie
Bij de volkstelling in 2000 werd het aantal inwoners vastgesteld op 14.295.

## Geografie
Volgens het United States Census Bureau beslaat de plaats een oppervlakte van
36,0 km², waarvan 34,6 km² land en 1,4 km² water.

## Plaatsen in de nabije omgeving
De onderstaande figuur toont nabijgelegen plaatsen in een straal van 12 km rond Socastee.